# Giovanni Mauro
Giovanni Mauro (Domodossola, 1888. július 21. –  Milánó, 1958. május 12.) olasz nemzetközi labdarúgó-játékvezető. Neves ügyvéd volt Milánóban. Kitűnő szónoki képességgel, meggyőző erővel rendelkezve, fiatal kora mellett az olasz labdarúgás kibontakozásának egyik „atyja”.	

## Pályafutása

### Labdarúgóként
1904-ben kezdett futballozni és 1911-ig aktív játékosként szerepelt az AC Milan és az Internazionale csapataiban. A labdarúgósport szervezését fővállalkozásban segítette, ezért a labdarúgással felhagyott.

### Játékvezetőként
1920-ban lett hazája legfelső szintű labdarúgó-bajnokságának játékvezetője. Az aktív nemzeti játékvezetéstől 1927-ben vonult vissza.
Az Olasz labdarúgó-szövetség Játékvezető Bizottsága (JB) 1920-ban terjesztette fel nemzetközi játékvezetőnek, a Nemzetközi Labdarúgó-szövetség (FIFA) bíróinak keretébe. Több válogatott és nemzetközi klubmérkőzést vezetett, vagy működő társának segített partbíróként. Utazásai során kapcsolatba került az európai labdarúgás mértékadó személyiségeivel. Különösen jó barátság fűzte őt az osztrák Hugo Meislhez és Fischer Mórhoz. Az aktív nemzetközi játékvezetéstől 1927-ben búcsúzott el. Válogatott mérkőzéseinek száma: 8.
Az 1920. évi és az  1928. évi nyári olimpiai játékok labdarúgó tornáján a FIFA JB bíróként foglalkoztatta.
| Időpont             | Helyszín                       | Mérkőzés típusa                       | Mérkőzés                 | Eredmény | Nézők száma |
| ------------------- | ------------------------------ | ------------------------------------- | ------------------------ | -------- | ----------- |
| 1920. szeptember 1. | Broodstraat Stadion, Antwerpen | vigaszág, rájátszás a második helyért | Spanyolország–Svédország | 2 : 1    | 1 500       |
| 1928. június 4.     | Olimpiai Stadion, Antwerpen    | egyik negyeddöntő                     | Egyiptom–Portugália      | 2 : 1    | 3 448       |

### Sportvezetőként
- 1907-ben jogot tanult a Paviai Egyetem, amikor néhány társával megalapították az Associazione Goliardica del Calciót.
- 1908-ban öccsével és a labdarúgást szerető barátaival megalapították az Internazionale egyesületet.
- Ügyvédként, alig 23 évesen Milánóban tevékenykedett, amikor 1911-ben egy pénzügyi csoport felkérte, hogy a megalapított társaságnak legyen az elnöke. Bombasztikus ékesszólásával és tekintélyelvűségével elfogadtatta a befektetőkkel, hogy alapítsanak labdarúgó egyesületeket. Ez a szervező munka vezetett oda, hogy a Serie A-ban és a Serie B-ben országos bajnokságot indíthattak. Az első világháború jelentősen visszavetette a szervező munkát. A háború idején főhadnagyként tevékenykedett. A háborút követően újra megválasztották elnöknek.
- 1926-1936 között az olasz Comitato Italiano Tecnico Arbitrale elnöke, közben a labdarúgó-szövetség külkapcsolatokért felelős vezetője.
- 1927-ben választották be a FIFA végrehajtó bizottságába, ahol értékes szervezőmunkát végzett. A Bíró Bizottság elnökeként több ízben kapott nemzetközi szervező feladatot, például, Svájcban az 1954-es labdarúgó-világbajnokságon, ahol a szervező bizottság egyig tagja lett.

## Írásai
Játékvezetői pályafutásának egyik kiemelkedő tevékenysége, hogy 1923-ban megalapította a játékvezetők informálódását segítő L'Arbitro („A játékvezető”) című lapot.

## Szakmai sikerei
- Az Olasz Labdarúgó-szövetség díszelnöke.
- 1935-ben létrehozta a Premio Giovanni Mauro díjat, amit évente adnak át a legjobb játékvetőnek.

## Családi kapcsolat
Mérnök végzettségű öccse az olasz szövetségi FIGC legfelső vezetői közé tartozott a két világháború között.

## Magyar vonatkozás
| Időpont         | Helyszín                    | Mérkőzés típusa          | Mérkőzés                   | Eredmény | Nézők száma |
| --------------- | --------------------------- | ------------------------ | -------------------------- | -------- | ----------- |
| 1926. június 6. | Üllői úti Stadion, Budapest | 116. válogatott mérkőzés | Magyarország–Csehszlovákia | 2 : 1    | 27 000      |

## Külső hivatkozások
- Giovanni Mauro. World Referee. [2012. október 4-i dátummal az eredetiből archiválva]. (Hozzáférés: 2012. május 29.)
- Giovanni Mauro. footballzz.com. (Hozzáférés: 2012. május 29.)
- Giovanni Mauro. footballdatabase.eu. (Hozzáférés: 2012. május 29.)
- Giovanni Mauro. eu-football.info. (Hozzáférés: 2012. május 29.)